# 2 июня
2 июня — 153-й день года (154-й в високосные годы) по григорианскому календарю.
До конца года остаётся 212 дней.
До 15 октября 1582 года — 2 июня по юлианскому календарю, с 15 октября 1582 года — 2 июня по григорианскому календарю.
В XX и XXI веках соответствует 20 мая по юлианскому календарю.

## Праздники и памятные дни
См. также: Категория:Праздники 2 июня

### Национальные
- Азербайджан — День гражданской авиации (2006)
- Болгария — День Христо Ботева (День памяти борцов, павших за свободу страны в борьбе против османских поработителей 1876). В 1885 году день гибели Х.Ботева (2 июня) был объявлен праздником («День Ботева»), в 12 часов в этот день каждый год гудком сирен отмечается память тех, кто пал за независимость Болгарии.
- Италия — День Республики (1946)
- Россия — День здорового питания и отказа от излишеств в еде (2011)

### Религиозные
Православие
- память преподобных Завулона и Сосанны, родителей святой равноапостольной Нины
- память мучеников Фалалея, Александра и Астерия (ок. 284)[6]
- память мученика Аскалона Антинойского (ок. 287)[7]
- память благоверного князя Довмонта, во Святом Крещении Тимофея, Псковского (1299)
- обре́тение мощей святителя Алексия, митрополита Московского, всея России чудотворца (1431)

### Именины
- Православные: Александр, Алексей, Иван, Никита, Тимофей

## События
См. также: Категория:События 2 июня

### До XIX века
- 455 — вандалы под предводительством Гейзериха без боя заняли Рим и затем две недели грабили город.
- 1183 — в ходе Войны Гэмпэй произошла битва при Курикара[англ.].
- 1474 — рухнул незавершённый Успенский собор в Московском Кремле, возводимый мастерами Кривцовым и Мышкиным.
- 1537 — папа римский Павел III буллой Sublimus Dei признал индейцев людьми с душами и запретил превращение их в рабов.
- 1625 — после девятимесячной осады Бреда сдалась испанской королевской армии под командованием дона Амброзио Спинолы.
- 1652 — восстание Хмельницкого: произошла битва под Батогом.
- 1676 — на Средиземноморском театре Голландской войны произошло сражение при Палермо между французским флотом и объединёнными флотами Республики Соединённых провинций и Испании.
- 1780 — начало антикатолического бунта лорда Гордона в Лондоне.
- 1782 — основан Banco Nacional de San Carlos — будущий Банк Испании.
- 1800 — Вторая Итальянская кампания Наполеона Бонапарта: французские войска заняли Милан.

### XIX век
- 1805 — Мартиника: после трёхдневной бомбардировки[англ.] англичане, занявшие Алмазную скалу, капитулировали.
- 1807 — произошло Фридландское сражение.
- 1842 — вышла в свет поэма Николая Гоголя «Мёртвые души»[8].
- 1851 — штат Мэн (США) первым ввёл на своей территории «сухой закон».
- 1856 — в месте слияния рек Амур и Зея основан Благовещенск — ныне центр Амурской области.
- 1857 — Джеймс Гиббс из Вирджинии запатентовал однониточную стежковую швейную машинку.
- 1858 — Джованни Донати открыл большую комету, затем названную его именем.
- 1859 — на острове Хонсю (Япония) основан город Йокогама.
- 1864 — военный парад в Красной Поляне (Кбаадэ) по случаю окончания Кавказской войны.
- 1891 — по предложению ирландца Уильяма Маккрама (William McCrum), в футболе введено пенальти.
- 1896
  - Итальянец Гульельмо Маркони в США запатентовал радио.
  - Соглашение между Россией и Китаем о русской концессии в Ханькоу.
- 1897 — еженедельник New York Journal, опровергая слухи о смерти Марка Твена, процитировал его телеграмму из Лондона: «Сообщения о моей смерти сильно преувеличены».

### XX век
- 1910 — в голландской Новой Гвинее обнаружено племя пигмеев.
- 1924 — президент США Калвин Кулидж подписал Закон о гражданстве индейцев: все индейцы, рождённые на территории США, получили американское гражданство.
- 1941 — Вторая мировая война: расстрел в Кондомари на Крите.
- 1944 — произошла Первая Брачская десантная операция.
- 1946 — в Италии, по результатам референдума, провозглашена республика. Женщинам предоставлено право голоса.
- 1949 — 2-я полевая армия НОАК (командующий — Чэнь И) заняла порт Циндао.
- 1952 — в Боливии издан декрет об установлении государственной монополии на экспорт руд и рудных концентратов.
- 1953 — в Вестминстерском аббатстве состоялась коронация Елизаветы II, королевы Великобритании. Впервые осуществлялась телетрансляция данного события.
- 1955
  - Основан космодром Байконур.
  - СССР и Югославия восстановили дипломатические отношения, разорванные в 1948 году.
- 1958
  - Катастрофа L-749 под Гвадалахарой.
  - Москва впервые соединилась регулярным авиарейсом с западной столицей (Брюсселем).
- 1959 — крушение на станции Минино. Погибли не менее 57 человек, в основном дети.
- 1962 — новочеркасский расстрел демонстрации против повышения цен.
- 1964
  - Группа The Rolling Stones открыла своё первое американское турне концертом на стадионе города Линн (штат Массачусетс).
  - На Волжском шинном заводе в Волгограде выпущена первая покрышка.
- 1966 — спустя 12 лет Фрэнк Синатра опять оказался на первом месте британского хит-парада с песней Strangers in the Night.
- 1967 — на мирной демонстрации в Западном Берлине полицейским застрелен молодой студент Бенно Онезорг, что стало началом радикализации студенческого движения.
- 1968 — микрофильм с текстом третьего (последнего) тома романа «Архипелаг ГУЛАГ» был переправлен Александром Солженицыным за границы СССР.
- 1971 — на Поместном соборе патриархом Московским избран Пимен (в миру — Сергей Извеков).
- 1973 — в центре Амстердама открылся Музей ван Гога.
- 1979 — начало первого визита папы римского Иоанна Павла II в Польшу.
- 1981 — газета «Правда» обвинила правительство Польши в бездействии по отношению к врагам коммунизма.
- 1983 — в аэропорту Цинциннати после аварийной посадки сгорел авиалайнер DC-9 компании Air Canada, погибли 23 из 46 человек на борту.
- 1985 — в ангольском городе Джамба представители УНИТА (Ангола), контрас (Никарагуа), Национального исламского фронта Афганистана и Этнической организации освобождения Лаоса учредили Демократический интернационал — международное объединение вооружённых антикоммунистических повстанцев.
- 1994 — в Шотландии потерпел крушение вертолёт Chinook Королевских ВВС, погибли 29 человек.
- 1995 — над Боснией сбит американский лётчик Скотт О’Грэйди.
- 1996 — губернатором Санкт-Петербурга избран Владимир Яковлев.

### XXI век
- 2004 — Национальный банк Республики Беларусь объявил конкурс на лучший графический знак национальной валюты[источник не указан 2602 дня].
- 2009 — Nissan открыл новый завод в посёлке Парголово (Выборгский район), расположенном в 25 км от центра Санкт-Петербурга[9].
- 2010 — массовое убийство в графстве Камбрия (Великобритания). Деррик Берд застрелил 12 человек, ранил 25, после чего покончил жизнь самоубийством.
- 2012 — при посадке в аэропорту Аккры самолёт Boeing 727-221F компании Allied Air выкатился за пределы полосы и сбил микроавтобус, погибли 11 человек. Крупнейшая авиакатастрофа в Гане.
- 2014:
  - Авиаудар по зданию Луганской областной администрации: в результате штурмового удара по находящемуся в центре города зданию Луганской ОГА, автостоянке перед ним и скверу, погибли 8 человек, 28 было ранено осколками.
  - Телингана стала 29-м штатом Индии.
- 2023:
  - столкновение поездов в Одише. Более 275 погибших, 1175 раненых.
  - кенийка Фейт Кипьегон стала первой женщиной в истории, пробежавшей 1500 метров быстрее 3 минут и 50 секунд.

## Родились
См. также: Категория:Родившиеся 2 июня

### До XIX века
- 1423 — Фердинанд I (ум. 1494), король Неаполя (1458—1494).
- 1489 — Карл IV де Бурбон (ум. 1537), герцог Вандома (1514—1537).
- 1535 — Лев XI (в миру Алессандро Оттавиано Медичи; ум. 1605), 232-й папа римский (в 1605).
- 1621 — Рутгер фон Ашеберг (ум. 1693), шведский военный и государственный деятель.
- 1740 — маркиз де Сад (Донасьен Альфонс Франсуа де Сад; ум. 1814), французский аристократ, политик, писатель и философ, основоположник садизма.
- 1743 — Алессандро Калиостро (наст.имя Джузеппе Бальзамо; ум. 1795), итальянский граф, астролог, мистик, авантюрист.
- 1755 — Иван Акимов (ум. 1814), русский живописец, представитель классицизма.

### XIX век
- 1808 — Лаврентий Загоскин (ум. 1890), российский морской офицер, исследователь Русской Америки.
- 1816 — Грейс Агилар (ум. 1847), английская писательница, автор сентиментальных романов.
- 1831 — Бенжамин Хельм (ум. 1863), американский юрист и политик, генерал армии КША в годы Гражданской войны.
- 1840 — Томас Харди (ум. 1928), английский писатель и поэт.
- 1843 — Михаил Певцов (ум. 1902), русский путешественник, исследователь Средней и Центральной Азии.
- 1847 — Нил Филатов (ум. 1902), врач, один из основоположников российской педиатрии.
- 1857
  - Карл Адольф Гьеллеруп (ум. 1919), датский поэт и писатель.
  - сэр Эдуард Элгар (ум. 1934), английский композитор.
- 1863 — Феликс Вайнгартнер (ум. 1942), австрийский симфонический дирижёр и композитор.
- 1868 — Федор Андерс (ум. 1926), украинский советский конструктор-дирижаблестроитель.
- 1876 — Константин Тренёв (ум. 1945), русский советский прозаик и драматург («Любовь Яровая» и др.).
- 1888 — Елена Катульская (ум. 1966), камерная и оперная певица, солистка Большого театра, народная артистка СССР.
- 1889 — Константин Недорубов (ум. 1978), русский и советский военный, полный кавалер Георгиевского креста, подхорунжий Казачьих войск; Герой Советского Союза, командир эскадрона, гвардии капитан.

### XX век
- 1904
  - Джонни Вайсмюллер (ум. 1984), американский пловец, 5-кратный олимпийский чемпион, автор 67 мировых рекордов, а также актёр, сыгравший главную роль в 12 фильмах о похождениях Тарзана.
  - Франтишек Планичка (ум. 1996), выдающийся чехословацкий футбольный вратарь.
  - Николай Чуковский (ум. 1965), русский советский писатель, переводчик прозы и поэзии. Сын советского литератора Корнея Чуковского.
- 1913
  - Алексей Богомолов (ум. 2009), учёный-радиотехник, Герой Социалистического Труда, академик РАН.
  - Барбара Пим (ум. 1980), английская писательница.
- 1915 — Тапио Вирккала (ум. 1985), финский дизайнер и скульптор, ключевая фигура в послевоенном дизайне.
- 1918 — Сергей Кузнецов (ум. 2010), советский легкоатлет, заслуженный мастер спорта СССР, тренер.
- 1919 — Юрий Тимошенко (ум. 1986), украинский советский актёр-комик, мастер скетча («Тарапунька»).
- 1920 — Марсель Райх-Раницкий (ум. 2013), немецкий публицист и литературный критик.
- 1922
  - Хуан Антонио Бардем (ум. 2002), испанский кинорежиссёр и сценарист.
  - Станислав Чекан (ум. 1994), советский и российский актёр театра и кино.
- 1928 — Ирбек Кантемиров (ум. 2000), осетинский артист цирка, наездник, дрессировщик лошадей, народный артист СССР.
- 1930
  - Чарльз Конрад (ум. 1999), американский астронавт, третий человек, ступивший на поверхность Луны.
  - Андрей Сахаров (ум. 2019), советский и российский историк, член-корреспондент РАН.
- 1931 — Виктор Царёв (ум. 2017), советский футболист, чемпион Европы (1960), тренер.
- 1932
  - Ярослав Голованов (ум. 2003), советский и российский журналист, сотрудник «Комсомольской правды», писатель, популяризатор науки.
  - Бедрос Киркоров (ум. 2025), певец, народный артист Болгарии, отец Филиппа Киркорова.
  - Олег Лупанов (ум. 2006), советский и российский математик, академик РАН.
- 1933 — Ростислав Варгашкин, советский велогонщик, призёр олимпийских игр.
- 1934 — Фельдкамп, Карл-Хайнц, немецкий футболист и тренер.
- 1935 — Кэрол Шилдс, канадская писательница и поэтесса.
- 1936 — Владимир Голубничий, советский и украинский легкоатлет.
- 1937 — Юнна Мориц, русская поэтесса, переводчица, сценарист.
- 1940 — Константин II (ум. 2023), последний король Греции (1964—1974).
- 1941 — Чарли Уоттс (ум. 2021), барабанщик рок-группы The Rolling Stones.
- 1942 — Эдуард Малофеев, советский футболист, впоследствии советский и российский футбольный тренер.
- 1945 — Георгий Колосов, советский и российский фотограф, идеолог современного пикториализма.
- 1948 — Михаил Таратута, советский и российский журналист, американист, автор и ведущий телепередач.
- 1951
  - Игорь Гатауллин (ум. 2020), советский и российский гитарист, автор песен, продюсер.
  - Ларри Робинсон, канадский хоккеист и тренер, обладатель 6 Кубков Стэнли как игрок и одного — как тренер.
- 1952 — Николай Сацура (р. 2024), советский и белорусский музыкант, композитор и аранжировщик. Заслуженный деятель искусств Республики Беларусь (1997). Музыкальный руководитель ансамбля «Сябры» (1974—1976, 1981—2024).
- 1959 — Эрвин Олаф, голландский фотограф.
- 1965 — Франьо Арапович, хорватский баскетболист.
- 1968 — Талант Дуйшебаев, советский, российский и испанский гандболист, чемпион Олимпиады (1992) и мира (1993), тренер.
- 1970 — B-Real (наст имя. Луис Марио Фрис.) американский рэпер.
- 1972
  - Екатерина Карстен, белорусская спортсменка, двукратная олимпийская чемпионка по академической гребле (1996, 2000), 6-кратная чемпионка мира, 3-кратная чемпионка Европы.
  - Уэнтуорт Миллер, американский актёр и сценарист, звезда телесериала «Побег».
- 1974 — Гата Камский (наст. имя Гатаулла Сабиров), советский и американский шахматист, гроссмейстер.
- 1976 — Тим Райс-Оксли, британский музыкант и автор песен, сооснователь рок-группы Keane.
- 1977 — Закари Куинто, американский актёр и продюсер.
- 1978 — Джастин Лонг, американский актёр.
- 1979
  - Морена Баккарин, американская актриса бразильского происхождения.
  - Андреас Иле, немецкий гребец-байдарочник, олимпийский чемпион (2008), чемпион мира (2001, 2010).
- 1981 — Николай Давыденко, российский теннисист, бывшая третья ракетка мира.
- 1983 — Юлия Снигирь, российская актриса кино и телевидения, телеведущая, фотомодель.
- 1987 — Тобиас Арльт, немецкий саночник, 6-кратный олимпийский чемпион, 9-кратный чемпион мира.
- 1988 — Серхио Агуэро, аргентинский футболист, олимпийский чемпион (2008).
- 1993 — Адам Джек Таггарт, австралийский футболист.
- 1995 — Ласло Дьёре, сербский теннисист, венгерского происхождения.
- 1996
  - Араужо Луис, бразильский футболист, полузащитник, клуба «Фламенго».
  - Рахими, Суфьян, марокканский футболист.
- 1997 — Табило, Алехандро, чилийский профессиональный теннисист.

## Скончались
См. также: Категория:Умершие 2 июня
- 1833 — Анн Жан Мари Рене Савари, герцог де Ровиго (р. 1774), французский политический и военный деятель.
- 1862 — князь Алексей Орлов (р. 1787), русский генерал, начальник III отделения (1845—1856), советник императоров Николая I и Александра II.
- 1872 — Александр Жохов (р. 1840), русский писатель-публицист.
- 1876 — погиб Христо Ботев (р. 1848), болгарский поэт, участник национально-освободительного движения.
- 1881 — Эмиль Литтре (р. 1801), французский философ, историк, филолог, лексикограф, составитель «Словаря французского языка».
- 1882 — Джузеппе Гарибальди (р. 1807), народный герой Италии, генерал.
- 1889 — Михаил Юзефович (р. 1802), русский публицист, археограф, поэт.
- 1896 — Герхард Рольфс (р. 1831), немецкий исследователь Африки, первый европеец, пересёкший Африку от Средиземноморья до Гвинейского залива.
- 1919 — Леонид Георгиевич Яковлев (р. 1858), русский певец.
- 1924 — Николай Щукин (р. 1848), русский инженер, конструктор паровозов.
- 1927 — Фридрих Хегар (р. 1841), швейцарский скрипач, дирижёр, композитор.
- 1940 — Алексей Путилов (р. 1866), русский промышленник, владелец Путиловских заводов.
- 1945 — Иосип Хорват Меджимурец (р. 1904), хорватский художник, расстрелян
- 1948 — Вольфрам Зиверс (р. 1905), один из руководителей расовой политики нацистской Германии, генеральный секретарь Аненербе.
- 1970
  - Валерия Герасимова (р. 1903), советская писательница;
  - погиб Брюс МакЛарен (р. 1937), автогонщик «Формулы-1», конструктор гоночных автомобилей знаменитой сегодня фирмы.
- 1977 — Стивен Бойд (р. 1931), американо-британский актёр.
- 1978
  - Сантьяго Бернабеу (р. 1895), владелец и президент мадридского «Реала», именем которого назван стадион в Мадриде.
  - Михаил Маклярский (р. 1909), советский драматург и киносценарист, сотрудник НКВД.
- 1982 — Иван Михайличенко (р. 1920), советский военный лётчик 1-го класса, дважды Герой Советского Союза.
- 1988 — Радж Капур (р. 1924), индийский актёр и кинорежиссёр.
- 1990 — Игорь Усов (р. 1928), советский кинорежиссёр и сценарист.
- 1993 — Игорь Бессарабов (р. 1919), кинооператор, режиссёр, народный артист РСФСР.
- 1997
  - Николай Озеров (р. 1922), советский и российский спортивный комментатор, актёр.
  - Евгений Белоусов (р. 1964), российский певец.
- 2000 — Святослав Фёдоров (р. 1927), советский и российский хирург-окулист.
- 2003 — Валентина Ермакова (р. 1924), актриса театра и кино, театральный педагог, народная артистка СССР.
- 2004 — Николай Гяуров (р. 1929), болгарский оперный певец (бас), солист Большого театра и «Ла Скалы».
- 2005 — погиб Борис Вахнюк (р. 1933), советский и российский поэт, бард, журналист, киносценарист.
- 2006 — Вячеслав Клыков (р. 1939), советский и российский скульптор, лауреат Государственной премии СССР.
- 2008 — Бо Диддли (р. 1928), американский певец, гитарист, автор песен, один из пионеров рок-н-ролла.
- 2012 — Кэтрин Джустен (р. 1939), американская актриса, лауреат двух премий «Эмми».
- 2014 — Александр Шульгин (р. 1925), американский химик, фармацевт, разработчик психоактивных веществ.

## Приметы
Тимофей Грядочник / Фалалей Огуречник
- Грядочник, влажен тепловой назем, прясла вей.
- День-огуречник: сажают огурцы. «Пришёл Фалалей Грядочник — досевай огурцы скорей»[10].
- Множество шишек на елях к хорошему урожаю огурцов.